# Birkenfeige
Die Birkenfeige (Ficus benjamina), auch „Benjamini“ genannt, ist eine Pflanzenart aus der Familie der Maulbeergewächse (Moraceae). Diese Art ist in Nepal, im nördlichen Indien, in Bangladesch, Burma, südlichen China, von Malaysia bis zu den Salomonen und im nördlichen tropischen Australien beheimatet. Die Sorten dieser Art werden im gesamten Tropengürtel als Zierpflanze an Straßen, in Parks und Gärten angepflanzt. Sie sind auch von dort aus verwildert. Ihre Sorten sind beliebte Zimmerpflanzen.

## Beschreibung

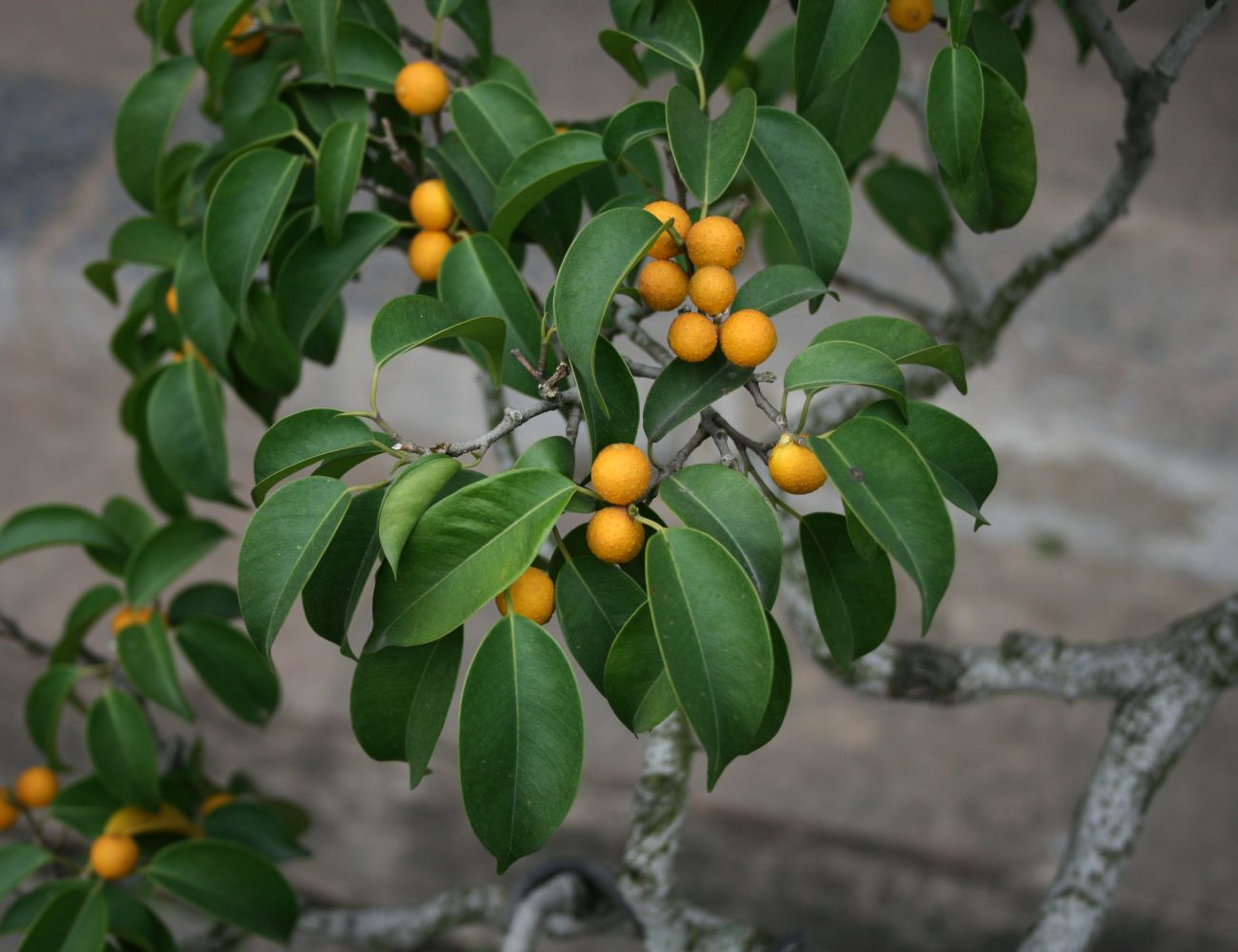
Zweig mit „Früchten“

Die Birkenfeige wächst als immergrüner Strauch oder Baum, der meist Wuchshöhen von 8 Metern erreicht, aber auch viel höher werden kann, mit Stammdurchmessern von 30 bis 50 cm. Die Borke ist hellgrau und glatt. Die Rinde junger Zweige ist bräunlich. Die weit ausgebreitete, stark verzweigende Baumkrone überdeckt oft Durchmesser von 10 Metern. Bereits die jungen Zweige hängen über. Es ist eine relativ kleinblättrige Feigenart. Die wechselständigen Laubblätter sind einfach, ganzrandig und gestielt. Der Blattstiel ist 1 bis 2,5 cm lang. Das junge Laub ist hellgrün und etwas gewellt, die älteren Blätter sind grün und glatt; die Blattspreite ist eiförmig-oval bis eiförmig-lanzettlich mit keilförmigem bis breit abgerundetem Grund und endet mit einer kurzen Träufelspitze. Die schwach glänzende bis matte Blattspreite ist 5 bis 12 cm lang und 2 bis 6 cm breit. In der Nähe der Blattränder befinden sich gelbe Kristallzellen („Cystolithe“). Die zwei membranösen, hinfälligen Nebenblätter sind nicht verwachsen, lanzettlich und 6 bis 12 mm (selten bis 15 mm) lang.
Ficus benjamina ist einhäusig getrenntgeschlechtig (monözisch). In den Blattachseln sitzen paarweise ungestielte Blütenstände (das Pseudanthium der Moraceae wird „Hypanthodium“ genannt). Sie sind kugelig-eiförmig, glänzend grün und haben einen Durchmesser von 1,5 cm. In den Blütenständen befinden sich drei Typen von Blüten: männliche, fertile und sterile weibliche Blüten. Die zerstreut im Blütenstand stehenden, gestielten, männlichen Blüten haben freie Kelchblätter und ein Staubblatt. In einem Blütenstand befinden sich viele fertile weibliche Blüten: sie sind ungestielt und haben drei bis vier Kelchblätter und einen eiförmigen Fruchtknoten. Der mehr oder weniger seitliche Griffel endet in einer vergrößerten Narbe. Außerdem befinden sich in jedem Blütenstand viele sterile „Gallblüten“.
Die reifen Feigen (Sammelfrucht) sind orange-rot und haben einen Durchmesser von 2 bis 2,5 cm.
Die Chromosomenzahl beträgt 2n = 26.

## Gesundheit
Da der Pflanzensaft bei Latexallergikern allergische Reaktionen bis hin zu anaphylaktischen Reaktionen auslösen kann, sollten diese vermeiden, mit dem Saft in Kontakt zu kommen, etwa beim Schneiden der Pflanze.
Ficus-Arten wie die Birkenfeige sind schwach giftig. Der Verzehr von Pflanzenteilen, einschließlich der Früchte, führt zu Übelkeit, Erbrechen und Durchfall.
Die Pflanze reinigt die Luft von Formaldehyd, Xylolen und Toluol.

## Systematik
Ficus benjamina gehört zur Untergattung Urostigma  (Gasparrini) Miq. in der Gattung Ficus L.
Es werden viele Sorten als Zierpflanzen angeboten, diese sind oft mit unterschiedlichen Namen im Handel, zum Teil mit den Synonymen der Art, teilweise bezeichnen diese jedoch völlig andere Arten aus der Gattung Ficus. Synonyme für Ficus benjamina L. sind: Ficus comosa Roxb., Ficus nitida Thunb., Ficus pyrifolia Salisb., Ficus retusa var. nitida (Thunb.) Miq.